# Dame (рэпер)
Михаэль Цёттль (нем. Michael Zöttl; [ˈmɪçaʔeːl tsø:tl]; род. 10 февраля 1990, Зальцбург, Австрия), известен под псевдонимом Dame [dæm] — австрийский рэпер. Получил известность благодаря своим песням про компьютерные игры. Также обращается и к другим темам.

## Карьера
Участник основанного в 2007 году зальцбургского крю Sentinels. С 2009 года выпускал альбомы самостоятельно и совместно с другим участником крю Golo. В 2011 году выложил на видео-платформу YouTube клип 12 Millionen, в котором зачитал рэп на различные сцены из компьютерной игры World of Warcraft. Клип просмотрен более 14 миллионов раз. Затем он выпустил вторую песню про игру Call of Duty, в тексте которой также использовал классическое выражение Over the Rainbow. Клип был опубликован в 2012 году. Вторая песня Pave Low из-за высокого спроса в марте 2012 года была издана как коммерческая и в австрийских и немецких чартах смогла занять позиции.  Видео просмотрели более 30 миллионов раз, число просмотров ремикса превысило 2 миллиона.
В марте 2012 года вышел альбом Herz gegen Fame. Альбом содержит как меланхоличные песни, так и типичные элементы рэп-баттла. В декабре 2012 года — новый альбом Notiz an mich, который Dame выпустил под своим новым лейблом Damestream Records. Оба альбома не попали в официальные чарты. Летом 2013 года был выпущен полностью посвящённый играм альбом Jetzt wird gezockt.
В январе 2014 года Dame объявил его следующий альбом под названием Rap ist sein Hobby, который был представлен 4 апреля 2014 года. Вскоре после этого он анонсировал предстоящий тур The Tea Time Tour через Австрию в Германию. Тур состоялся в мае 2014 года. Из-за успеха был проведён ещё один тур The Tea Time Tour Part 2.
В январе 2015 года вышел сингл Sentinel, темой которого стала игра Call of Duty: Advanced Warfare. На конкурсе Amadeus Awards 2015 Dame был номинирован в категории Hip Hop / Urban.
14 августа 2015 года был выпущен альбом Lebendig begraben. Это первый концептуальный альбом, содержащий в общей сложности 17 наименований. Одна часть альбома выражает тему Lebendig (жизни), а другая — Begraben (погребения). В 2015 году 29 октября в Равенсбурге начался новый тур Einer von euch Tour и 18 декабря этого же года завершился в его родном городе Зальцбурге. Вновь из-за успеха тур был продлён до 30 июля 2016 года. В сентябре 2016 года вышел альбом Straßenmusikant.

## Дискография
Альбомы
- Herz gegen Fame (2012)
- Notiz an mich (2012)
- Jetzt wird gezockt (2013)
- Rap ist sein Hobby (2014)
- Lebendig begraben (2015)
- Straßenmusikant (2016)
- Zukunftsmusik (2017)

Синглы
- 12 Millionen (2011)
- Pave Low (2012)
- Ruf zu den Waffen (2012)
- Auf die guten alten Zeiten (2013)
- King of the Hill (2013)
- Nexus (2014)
- So wie du bist (2014)
- Tapetenwechsel (2014)
- Rap ist sein Hobby (2014)
- Nebelwand (feat. Amun Mcee) (2014)
- Sentinel (2015)
- Flammenmeer (2015)
- Maskenball (2015)
- Rosenkrieg (2015)
- Lebendig begraben (2015)
- Tagträume (2015)
- Traumreise (2015)
- Monty’s Fabrik (2016)
- Tage des Glücks (2016)
- Meteor (2016)
- Low Life (2016)
- Antrieb (2016)
- Bademantelsong (2016)
- Drei Affen (2016)
- Druck (2017)
- Zukunftsmusik (2017)
- Legendenstatus (2017)
- Status Quo (2017)
- zwei Krieger (2017)
- Deine Hände (Reduced Version) (2017)
- Last Man Standing (2018)

Сотрудничество
- Aus & Bastard (2009, как участник зальцбургского Sentinels)
- Zwei finstere Typen und die Seiten des Blocks (2010, совместно с Biggie как Täter Toni + Franz Schwanz)
- Spitter aus Leidenschaft (2011, совместно с Golo)
- Sentinels Present Austrian Dream Sampler Vol. 1 (2012, как участник зальцбургского Sentinels)

Мини-альбомы
- So wie du bist EP (2014)
- Soul EP (2015)